# نادية (مسلسل)
نادية هو مسلسل درامي عراقي يتكون من أربعة وعشرين حلقة، من إخراج صلاح كرم وتأليف معاذ يوسف وبطولة حسن حسني وأمل سنان ويدور حول شخص يدعى عادل (يقوم بدوره الممثل العراقي حسن حسني) يقع بحب فتاة يلتقي بها بالصدفة ولكنها تختفي فجأة وتدعى نادية (تقوم بدورها الممثلة أمل سنان) ليس هذا فحسب بل الغريب ان الجميع من يحيط به ينكر وجود هكذا فتاة بحياته وبأنه أختلق الفتاة من مخيلته وعلى رأس المتآمرين صاحب الفندق الذي يقيم به (لعب دوره الفنان الراحل وجيه عبد الغني وتتوالى أحداث المسلسل إلى ان يكتشف هذه الفتاة وبأنها أضطرت لفعل ذلك لظروف قاهرة وابتزازها من قبل الاخرين وان اسمها ليس نادية بالحقيقة !

## شخصيات المسلسل

### شخصيات رئيسية
- الممثل العراقي حسن حسني.. في دور «عادل»
- أمل سنان (تظهر لأول مرة في التلفزيون والسينما).. بدور «نادية»

### شخصيات مساعدة وثانوية
لعب أدوراها كل من الفنانين العراقيين:
- الراحل وجيه عبد الغني
- سامي قفطان
- سناء عبد الرحمن
- هديل كامل
- نجم علي جدوع
- زاهر الفهد
- وجدي العاني
- ابتسام فريد
- عزيز خيون
- بهجت الجبوري
- إقبال نعيم
- أميرة جواد
- سعدية الزيدي
- شهاب أحمد
- الراحل سامي السراج
- طه سالم
- مقداد مسلم
- التفات عزيز
- الراحل عز الدين طابو
- قاسم صبحي
- ليلى كوركيس
- أحلام عرب
- طالب الرفاعي
- فريال كريم
- قحطان زغير
- الراحل مطشر السوداني
- ماجدة السعدي
- أزهار الفراتي
- رضا نظام
- وليد العبيدي
- جبار حسن
- علي إحسان الجراح
- صبحي صبري
- حسن فاشل
- عصام عبد الرحمن
- حكمت القيسي
- كريم جلوب
- سلام السامرائي

### الممثلون الأطفال
- أحمد محمد
- ندى طه سالم
- هاملت صباح
- حمدي صالح
- عمار فاضل
- زيد صلاح

### الكادر الفني والتقني للمسلسل
- المكياج: يوسف سلمان
- مساعدا الإخراج: أكرم كامل ونجم علي جدوع
- المنتج المنفذ: وجيه عبد الغني
- المخرج المنفذ: طالب الرفاعي
- توزيع: الوركاء للإنتاج التلفزيوني
- تأليف: معاذ يوسف
- إخراج: صلاح كرم

## أحداث المسلسل
نادية هو مسلسل درامي عراقي يتكون من أربعة وعشرون حلقة، من إخراج صلاح كرم وبطولة العراقي حسن حسني وأمل سنان ويدور حول شخص يدعى عادل (يقوم بدوره الممثل العراقي حسن حسني) يقع بحب فتاة يلتقي بها فجأة ولكنها تختفي فجأة وتدعي نادية (تقوم بدورها الممثلة أمل سنان) ليس هذا فحسب بل الغريب ان الجميع ممن يحيط به ينكر وجود هكذا فتاة بحياته وبأنه أختلق الفتاة من مخيلته وعلى رأس المتآمرين صاحب الفندق الذي يقيم به «لعب دوره الفنان الراحل وجيه عبد الغني» وتتوالى أحداث المسلسل إلى ان يكتشف هذه الفتاة وبأنها أضطرت لفعل ذلك لظروف قاهرة وابتزازها من قبل الاخرين وان اسمها ليس نادية بالحقيقة !

## معلومات عن المسلسل
انتج المسلسل ببغداد عام 1987 وعرض في تلفزيون العراق الرسمي أواخر عام 1988 وكان الظهور الأول لبطلة المسلسل أمل سنان وفاز بجائزة أفضل ممثلة بالعراق للعام 1988 بسبب ادائها لدور البطولة في هذا المسلسل ولكنها لم تواصل التمثيل حيث هاجرت العراق مطلع التسعينات بعد وفاة والدها الإعلامي والاديب العراقي التركماني الدكتور سنان سعيد عبد القادر رغم أنها أدت دور البطولة (دور الطبيبة) أيضا في الفلم الكوميدي العراقي ستة على ستة (6/6) في العام نفسه (1988) الذي اخرجته العراقية خيرية منصور ولعب دور البطولة معها قاسم الملاك وليلى محمد وآخرون، وفي ما يلي المعلومات عن هذا المسلسل العراقي.
- المقدمة الغنائية: بصوت كاظم الساهر وهي من كلمات كريم العراقي والحان جعفر الخفاف وعزف فرقة رائد جورج.
- المسلسل تكون من أربعة وعشرون حلقة.
- من تأليف معاذ يوسف
- من إخراج صلاح كرم
- إنتاج عام 1987
- عرض في تلفزيون العراق الرسمي أواخر عام 1988

## أصداء المسلسل بعد عرضه
أشتهر هذا المسلسل كثيراً لدى عرضه في تلفزيون العراق الرسمي أواخر عام 1988 منذ عرض الحلقة الأولى منه وقد أستقطب أهتمام ومتابعة العراقيين له وعدم تفويتهم له لعدة أسباب منها:
1 - مقدمته الغنائية الجميلة (أغنية: شجاها الناس) بصوت كاظم الساهر (في بداياته) وهي من كلمات كريم العراقي والحان جعفر الخفاف وعزف فرقة رائد جورج.
2 - قصة المسلسل الشيقة والتي تخللتها الألغاز الكثيرة والتي جعلت المشاهد يتعاطف مع بطل المسلسل عادل (حسن حسني)
3 - بالإضافة لأداء نخبة من نجوم التمثيل بالعراق ومنها الظهور الأول والقوي للفنانة أمل سنان كبطلة للمسلسل كما مر بنا وشاركها بالبطولة الممثل والمخرج العراقي المعروف حسن حسني وكل شيء بالمسلسل جعله ينجح بجدارة ولا زال راسخاً في ذاكرة المشاهد العراقي على الرغم من مرور حوالي (30) عاماً على عرضه لأول مرة.

## الجوائز التي نالها المسلسل
| السنة | الجائزة                             | الفئة                 | العمل الفني                        | النتيجة     |
| ----- | ----------------------------------- | --------------------- | ---------------------------------- | ----------- |
| 1988  | أمل سنان أفضل فنانة عراقية عام 1988 | أفضل ممثلة بدور رئيسي | المسلسل التلفزيوني العراقي (نادية) | فازت باللقب |

## وصلات خارجية
http://www.mesopot.com/old/adad13/47.htm
http://www.youtube.com/watch?v=7CgQwOkJZ5U&NR=1
http://www.youtube.com/watch?v=9DAVNQhqMFg&feature=related